# Clarence Oldfield
Clarence Winston Oldfield (ur. 27 listopada 1899 w Durbanie, zm. 14 grudnia 1981 tamże) – południowoafrykański lekkoatleta specjalizujący się w długich biegach sprinterskich, dwukrotny uczestnik letnich igrzysk olimpijskich (Antwerpia 1920, Paryż 1924), wicemistrz olimpijski z 1920 r. w sztafecie 4 × 400 metrów.

## Sukcesy sportowe
| Rok  | Miasto    | Zawody                      | Konkurencja        | Wynik         |
| ---- | --------- | --------------------------- | ------------------ | ------------- |
| 1920 | Antwerpia | letnie igrzyska olimpijskie | sztafeta 4 × 400 m | srebrny medal |

## Rekordy życiowe
- bieg na 400 m – 49,0 – 1924
- bieg na 800 m – 1:56,1 – 1923